# Cinderella Castle
Cinderella Castle er et eventyrslot i centrum af de to Disney forlystelsesparker Magic Kingdom i Disney World i Florida og Tokyo Disneyland i Japan. Begge bygninger fungerer som ikoner for parkerne og som hovedattraktion i temaparken. 
Cinderella Castle er inspireret af en række middelalderborge og slotte, bl.a. Fontainebleau, Versailles og Chenonceau, Neuschwanstein og Alcázar af Segovia. Chefdesigneren Herbert Ryman har også nævnt Disney's tegnefilm Askepot samt et andet eventyrslot, Sleeping Beauty Castle i Disneyland i Californien.

## Konstruktion

### Magic Kingdom
Cinderella Castle stod færdigt i juli 1971 efter 18 måneders byggeperiode. Tårnet er 58 meter højt målt fra betonbunden, der er placeret 1,8 meter under niveau ved vindebroen. En optisk illusion får slottet til at tage sig større ud end det er, idet proportionerne bliver mindre, jo højere tårnet er. 

### Tokyo Disneyland
Cinderella Castle i Tokyo Disneyland anses generelt at være en kopi af slottet i Florida. Slottet fik nye farver i 2006 for at adskille det fra slottet i Florida. 

## Eksterne links
- Wikimedia Commons har flere filer relateret til Cinderella Castle
- Cinderella Suite Pictures

28°25′10″N 81°34′52″V / 28.4195°N 81.5812°V